# Одесское духовное училище
Одесское духовное училище — бывшее низшее учебное заведение Русской православной церкви в Одессе.

## История
Одесское четырёхклассное Духовное училище основано в 1838 году. Средства на содержание отпускались Святейшим Синодом и духовенством одесского училищного округа. Ученики училища продолжительное время не имели собственной церкви и поэтому посещали Петропавловскую церковь.
Строительство церкви при училище стало возможным на пожертвования Высокопреосвященного архиепископа Херсонского и Одесского Иоанникия (Горского) и коллежского регистратора Анастасия Леонтьевича Григоровича.
Храм при училище построен в 1882 году по проекту архитектора Писаревского, и был освящён во имя святых словянских просвятителей Кирилла и Мефодия.
Настоятельство и ведание делами Одесского духовного училища возлагалось на епископов второго викариатства (Елисаветградские епископы) которые располагались в Свято-Успенском монастыре.
После революции училище закрыли, а в послевоенное время здесь расположилось ремеслянное училище №6, потом ТУ-2 , СПТУ-27, ПТУ-27, ОВПУ АТ.